# Serhij Staszko
Serhij Romanowycz Staszko, ukr. Сергій Романович Сташко, ros. Сергей Романович Сташко, Siergiej Romanowicz Staszko (ur. 21 marca 1973 w obwodzie iwanofrankiwskim) – ukraiński piłkarz, grający na pozycji bramkarza, trener piłkarski.

## Kariera piłkarska
Rozpoczął karierę piłkarską w klubie Prykarpattia Iwano-Frankiwsk, skąd był wypożyczony do Chutrowyka Tyśmienica. Latem 1997 przeszedł do Weresu Równe. Potem występował w klubach Torpedo Zaporoże i Polissia Żytomierz. Latem 1999 roku powrócił do Prykarpattia Iwano-Frankiwsk, ale bronił barw tylko drugiej drużyny oraz farm-klubu Techno-Centr Rohatyn. Na początku 2001 ponownie został piłkarzem rówieńskiego zespołu, w którym zakończył karierę piłkarza w końcu 2004.

## Kariera trenerska
Po zakończeniu kariery piłkarza rozpoczął pracę szkoleniowca. 8 kwietnia 2006 w pierwszym meczu rundy wiosennej pełnił obowiązki głównego trenera Weresu Równe.